# Philodromus lamellipalpis
Philodromus lamellipalpis es una especie de araña cangrejo del género Philodromus, familia Philodromidae. Fue descrita científicamente por Muster en 2007.